# Claus-Peter Carlsen
Claus-Peter Carlsen (7 de Outubro de 1919 - ) foi um comandante de U-Boot que serviu na Kriegsmarine durante a Segunda Guerra Mundial.